# Algarve-Cup 1994
Der Algarve-Cup 1994 war die erste Durchführung des seitdem jährlich stattfindenden Fußballturniers für Frauen-Nationalmannschaften. Er fand zwischen dem 16. und 20. März 1994 in Portugal mit Norwegen als Sieger statt. Initiiert wurde das Turnier durch den schwedischen Fußballverband SvFF, dessen Vertreter 1993 zusammen mit den Verantwortlichen des dänischen und norwegischen Verbandes nach Portugal reiste und mit dem portugiesischen Verband eine Vereinbarung über die Durchführung des Turniers traf.

## Modus
Der erste Wettbewerb wurde zwischen dem Gastgeber Portugal, vier skandinavischen Teams (Dänemark, Finnland, Norwegen und Schweden) und den USA bestritten. Nur zwei Fußballverbände nahmen teil: CONCACAF und UEFA.
Die sechs eingeladenen Teams wurden in zwei Gruppen zu einem Rundenturnier aufgeteilt. Nach Abschluss dieses Turniers spielten die drittplatzierten Mannschaften jeder Gruppe um den fünften und sechsten Platz gegeneinander, die zweitplatzierten spielten um den dritten und vierten Platz und die Sieger jeder Gruppe um den ersten und zweiten Platz im Gesamtklassement.
Die Punkte wurden in der Gruppenphase nach der Standard-Formel: drei Punkte für einen Sieg, ein Punkt für ein Unentschieden und null Punkte für eine Niederlage vergeben.

## Das Turnier

### Gruppenphase
Gruppe A
| Pl. | Land     | Sp. | S | U | N | Tore    | Diff. | Punkte |
| --- | -------- | --- | - | - | - | ------- | ----- | ------ |
| 1.  | USA      | 2   | 2 | 0 | 0 | 006:000 | +6    | 06     |
| 2.  | Schweden | 2   | 1 | 0 | 1 | 003:100 | +2    | 03     |
| 3.  | Portugal | 2   | 0 | 0 | 2 | 000:800 | −8    | 0      |

|                                        |   |          |     |
| 16. März in Silves                     |   |          |     |
| USA                                    | – | Portugal | 5:0 |
| 17. März in Olhão                      |   |          |     |
| Schweden                               | – | Portugal | 3:0 |
| 18. März in Vila Real de Santo António |   |          |     |
| USA                                    | – | Schweden | 1:0 |

Gruppe B
| Pl. | Land     | Sp. | S | U | N | Tore    | Diff. | Punkte |
| --- | -------- | --- | - | - | - | ------- | ----- | ------ |
| 1.  | Norwegen | 2   | 2 | 0 | 0 | 012:100 | +11   | 06     |
| 2.  | Dänemark | 2   | 1 | 0 | 1 | 002:600 | −4    | 03     |
| 3.  | Finnland | 2   | 0 | 0 | 2 | 000:700 | −7    | 0      |

|                       |   |          |     |
| 16. März in Portimão  |   |          |     |
| Norwegen              | – | Finnland | 6:0 |
| 17. März in Ferreiras |   |          |     |
| Dänemark              | – | Finnland | 1:0 |
| 18. März in Albufeira |   |          |     |
| Norwegen              | – | Dänemark | 6:1 |

### Platzierungsspiele
Spiel um Platz 5
|                       |   |          |     |
| 20. März in Quarteira |   |          |     |
| Portugal              | – | Finnland | 2:0 |

Spiel um Platz 3
|                   |   |          |     |
| 20. März in Loulé |   |          |     |
| Schweden          | – | Dänemark | 1:0 |

### Finale
| Norwegen                                    | Norwegen | USA | USA |
| ------------------------------------------- | --- | --- | --- |
| Norwegen                                    | \| 20. März 1994 in Faro (Estádio de São Luís) \| \| Ergebnis: 1:0 (0:0) \| \| Zuschauer: 1152 \| \| Schiedsrichter: José Pratas ( Portugal) \| | \| 20. März 1994 in Faro (Estádio de São Luís) \| \| Ergebnis: 1:0 (0:0) \| \| Zuschauer: 1152 \| \| Schiedsrichter: José Pratas ( Portugal) \| | USA |
| Norwegen                                    | Reidun Seth • Cathrine Zaborowski, Merete Myklebust, Katrine Nysveen, Nina Nymark Andersen (33. Gro Espeseth • Agnete Carlsen, Ann Kristin Aarønes), Heidi Støre, Linda Medalen (86.+ Randi Leinan) • Kristin Sandberg (60. Trine Tangeraas), Birthe Hegstad Cheftrainer: Even Pellerud | Briana Scurry • Linda Hamilton, Carla Overbeck, Tiffany Roberts, (Amanda Cromwell) • Mia Hamm, Jennifer Lalor, Julie Foudy, Kristine Lilly • Sarah Rafanelli (Megan McCarthy), Shannon MacMillan, Carin Gabarra (Michelle Akers, Tiffeny Milbrett) Cheftrainer: Anson Dorrance | USA |
| Norwegen                                    | 1:0 Ann Kristin Aarønes (84.) | | USA |
| 20. März 1994 in Faro (Estádio de São Luís) | | |     |
| Ergebnis: 1:0 (0:0)                         | | |     |
| Zuschauer: 1152                             | | |     |
| Schiedsrichter: José Pratas ( Portugal)     | | |     |

## Auszeichnungen
- Beste Spielerin: Ann Kristin Aarønes (Norwegen)